# Jämtlands HF
Jämtland Hockey var en ishockeyklubb i Östersund som bildades 2003 ur Östersunds IK:s a-lagsverksamhet. Klubben spelade i Division 1 till 2006 då klubben slogs ihop med Brunflo IK:s a-lagsverksamhet och bildade Östersund/Brunflo IF. Säsongen 2005/2006 vann man Division 1 B.